# Johannes Indaginis
Johannes Indaginis, Jean d'Indagine ou Johannes de Indagine, né Johannes Bremer von Hagen en 1415 à Hattendorf (village aujourd'hui rattaché à Auetal), près de Stadthagen, et mort le 19 avril 1475 à la chartreuse d'Erfurt, est un moine chartreux allemand auteur de traités théologiques.

## Biographie
Johannes de Indagine naît en Basse-Saxe actuelle sous le nom de Johannes Bremer, Brewer ou Bräuer  et s'inscrit en 1436 à l'université d'Erfurt en droit sous le nom de Johannes Bremer von Hagen.

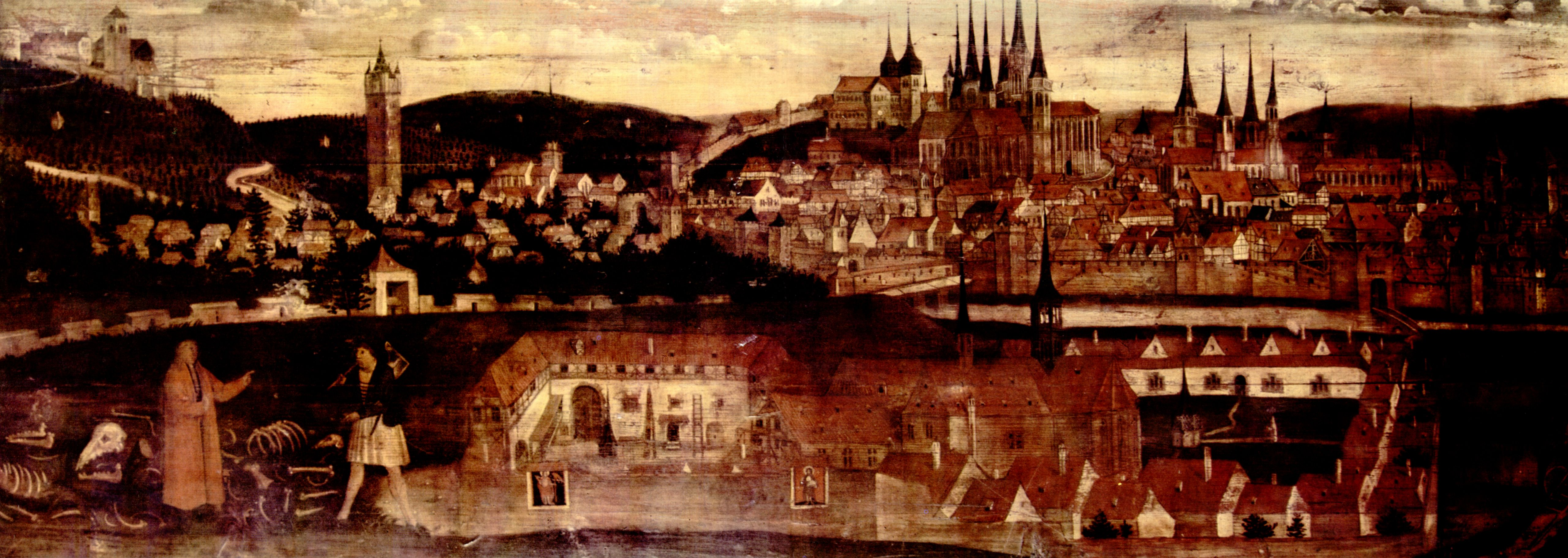
Vue de la chartreuse d'Erfurt, tempera sur bois, vers 1525.

Il entre en 1440 à la chartreuse d'Erfurt (Domus monti S. Salvatoris prope Erfordiam), où il a pour père spirituel et formateur Jakob de Jüterbog, puis il devient le prieur de 1454 à 1456 de la chartreuse d'Eisenach, avant d'être élu prieur de la chartreuse d'Erfurt en 1457. De 1461 à 1464, il dirige les chartreuses de Francfort-sur-l'Oder et de Grabow (près de Stettin). Il retourne à Erfurt en 1465, cette fois en tant que simple moine de chœur et il se consacre jusqu'à ses derniers jours à écrire des traités théologiques.
Johannes conseille aussi dans le domaine théologique et dans les questions juridiques des évêques, des princes et des lettrés. Il est en correspondance avec son frère l'abbé Heinrich de l'abbaye bénédictine d'Ilsenburg (1469-1481). D'autres théologiens prennent aussi conseil auprès de lui, comme Johannes de Wesel (1425−1481), Johannes de Dorsten (1420−1481) et les professeurs et étudiants d'Erfurt. 
Il s'est continuellement opposé aux abus et aux manquement à la discipline de certains membres du clergé et s'est prononcé pour une réforme de l'Église et des ordres religieux. Il écrit lui-même à la fin de sa vie : « Le nombre de mes travaux s'élève à plus de cinq cents. » Quatre-vingts volumes rassemblent ses commentaires sur l'Écriture sainte, mais peu d'entre eux furent imprimés.

## Source de la traduction
- (de) Cet article est partiellement ou en totalité issu de l’article de Wikipédia en allemand intitulé « Johannes de Indagine (Kartäuser) » (voir la liste des auteurs).